# Kreuz Münster-Süd
Kreuz Münster-Süd is een knooppunt in de Duitse deelstaat Noordrijn-Westfalen.
Op dit knooppunt sluiten de A43 vanaf Kreuz Wuppertal-Nord en de B51 vanuit Münster aan op de A1 Heiligenhafen-Saarbrücken.

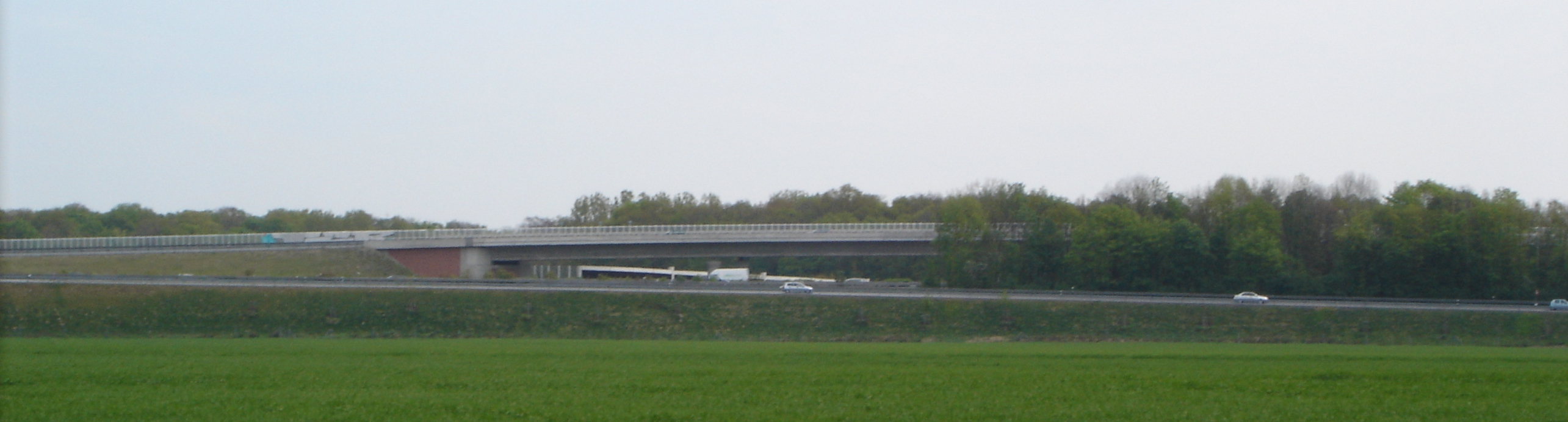
Blik op het knooppunt

## Configuratie
Rijstrook
Nabij het knooppunt hebben zowel de A43 als de B51 2x2 rijstroken en de A1 heeft 2x3 rijstroken.
Knooppunt
Het is een klaverbladknooppunt met een fly-over richting Bremen.

## Verkeersintensiteiten
Dagelijks passeren ongeveer 110.000 voertuigen het knooppunt.
| Van                   | Naar               | Gemiddeld aantal voertuigen per dag | Peercentage<be/ >vrachtverkeer |
| --------------------- | ------------------ | ----------------------------------- | ------------------------------ |
| AS Münster-Nord (A 1) | AK Münster-Süd     | 57.800                              | 20,2 %                         |
| AK Münster-Süd        | AS Ascheberg (A 1) | 53.700                              | 16,6 %                         |
| Knoten Münster (B 51) | AK Münster-Süd     | 55.800                              | 05,9 %                         |
| AK Münster-Süd        | AS Senden (A 43)   | 60.300                              | 11,3 %                         |

## Richtingen knooppunt
| Aansluitende wegen             | Aansluitende wegen               | Aansluitende wegen                                                    | Aansluitende wegen | Aansluitende wegen |
| ------------------------------ | -------------------------------- | --------------------------------------------------------------------- | ------------------ | ------------------ |
|                                |                                  | richting Münster-Nord Luchthaven Münster/Osnabrück Osnabrück / Bremen |                    |                    |
|                                |                                  |                                                                       |                    |                    |
| richting Dülmen Recklinghausen | richting Münster-Süd / Warendorf |                                                                       |                    |                    |
|                                |                                  |                                                                       |                    |                    |
|                                |                                  | richting Keulen / Dortmund                                            |                    |                    |